# Juan Antonio de Blas
Juan Antonio de Blas (Roa, Burgos, 1942 – Gijón, 17 de diciembre de 2016) era un maestro de escuela, escritor y periodista español. Se especializó en historia militar y en la guerra civil española. Recorrió medio mundo y sus experiencias se vieron reflejadas en sus novelas y guiones para cómics. 

## Biografía
Nació en Roa, donde su padre había sido destinado como guardia civil. En la década de 1970 fue crítico de tebeos para revistas como Sunday Comics. Tiene publicado un ensayo premiado sobre Corto Maltés. Ya en los años 80, incursionó como guionista de cómic y se volvió asiduo de la Semana Negra de Gijón, además de ser profesor en el Colegio Público La Carriona en Avilés . 
Publicó dos obras sobre la Guerra Civil en Asturias y una novela Los días antes del infierno. Cultivó también la novela negra y política. Abordó el tema vasco en ¿Hay árboles en Guernica? y el episodio del 23-F en La patria goza de calma donde Silverio, detective privado, se ve envuelto en una oscura trama; culmina la trilogía con la novela Siempre hay alguien detrás. 
Su contribución a la novela histórica comienza con El soportal de los malos pensamientos donde se narran las aventuras del capitán Álvaro de Roa, el Duque de Osuna y Quevedo en la fallida conspiración contra el Dux veneciano y continúa en Al fondo Eger  donde narra sus aventuras en Praga al comienzo de la guerra de los Treinta Años hasta la noche de lobos de Eger.

## Obras
Libros juego
- El enviado, una pequeña historia en tiempos del Rey Pelayo

Novelas
- ¿Hay árboles en Guernica? (1986), traducida al francés, danés y turco;
- La patria goza de calma (1987), novela sobre el 23-F;
- Siempre hay alguien detrás (1995);
- Soportal de los malos pensamientos (1996), novela histórica;
- Al fondo Eger  (1998) , novela histórica;
- Michael Collins. Día de Ira (1999);
- Los días antes del infierno (2003);

Ensayos
- La novela de espías y los espías de la novela;
- Historia de guerra civil en Asturias;

Guiones de cómic
- Águilas en el polvo: La batalla de Puebla, 1862, ilustrado por Antonio Cardoso. Editorial Nueva Imagen 1981;
- Reflejos, para el dibujante Alfonso Azpiri, traducida a doce idiomas, Norma Editorial, 1994
- Negras tormentas, para el dibujante Alfonso Font (serializada en blanco y negro en la revista Viñetas)
- Barcelona al alba, para Alfonso Font; Glénat (se trata de la edición en álbum de Negras tormentas pero con distinto título y en color, también se editó en catalán), 2004